# Dziedziczka
Dziedziczka (ang. The Heiress) – amerykański melodramat z 1949 roku w reżyserii Williama Wylera. Obraz powstał na podstawie powieści Dom na Placu Waszyngtona autorstwa Henry’ego Jamesa oraz sztuki teatralnej stworzonej przez Ruth i Augustusa Goetzów.
Film został nominowany w ośmiu kategoriach do Oscara, otrzymując ostatecznie cztery statuetki, w tym dla najlepszej aktorki pierwszoplanowej i za najlepszą muzykę filmową.
W 1997 Agnieszka Holland zrealizowała film Plac Waszyngtona, który jest adaptacją tej samej powieści Jamesa.

## Obsada
- Olivia de Havilland – Catherine Sloper
- Montgomery Clift – Morris Townsend
- Ralph Richardson – doktor Austin Sloper
- Miriam Hopkins – ciocia Lavinia
- Mona Freeman – Marian Almond
- Vanessa Brown – Maria

## Nagrody i nominacje
22. ceremonia wręczenia Oscarów
- najlepsza aktorka pierwszoplanowa − Olivia de Havilland
- najlepsza muzyka − Aaron Copland
- najlepsza scenografia, czarno-biała − John Meehan, Harry Horner i Emile Kuri
- najlepsze kostiumy, czarno-białe − Edith Head i Gile Steele
- nominacja: najlepszy film
- nominacja: najlepsza reżyseria − William Wyler
- nominacja: najlepszy aktor drugoplanowy − Ralph Richardson
- nominacja: najlepsze zdjęcia, czarno-białe − Leo Tover

7. ceremonia wręczenia Złotych Globów
- najlepsza aktorka filmowa − Olivia de Havilland
- nominacja: najlepszy reżyser − William Wyler
- nominacja: najlepsza aktorka drugoplanowa − Miriam Hopkins